# Lõhavere
Lõhavere är en ort i Estland. Den ligger i Suure-Jaani kommun och landskapet Viljandimaa, i den centrala delen av landet, 110 km söder om huvudstaden Tallinn. Lõhavere ligger 75 meter över havet och antalet invånare är 185.
Terrängen runt Lõhavere är platt. Runt Lõhavere är det glesbefolkat, med 16 invånare per kvadratkilometer. Närmaste större samhälle är Suure-Jaani, 1,6 km sydväst om Lõhavere. I omgivningarna runt Lõhavere växer i huvudsak blandskog.